# Amblypomacentrus breviceps
Amblypomacentrus breviceps es una especie de pez del género Amblypomacentrus, familia Pomacentridae. Fue descrita científicamente por Schlegel & Müller en 1839.
Se distribuye por el Pacífico Central Occidental: Indias Orientales, Filipinas, Nueva Guinea, Nueva Bretaña, Islas Salomón y el mar de Salomón. La longitud total (TL) es de 8,5 centímetros. Habita en zonas lagunares y costeras, también en áreas arenosas y lugares rocosos.
Está clasificada como una especie marina inofensiva para el ser humano.